# Kyselina tetrafluoroboritá
Kyselina tetrafluoridoboritá je anorganická sloučenina, kyselina se vzorcem [H+][BF4−], kde H+ je solvatovaný proton; rozpouštědlem může být téměř jakákoliv Lewisova zásada – například ve vodě se vyskytuje jako tetrafluoridoboritan oxonia, H3OBF4 (i když proton je obvykle solvatován několika molekulami vody a skutečná struktura odpovídá vzorci [H(H2O)n+][BF4−]). Je komerčně dostupná o jako roztok v diethyletheru se strukturou [H(Et2O)n+][BF4−], kde n je nejčastěji 2. Na rozdíl od ostatních silných kyselin, jako jsou H2SO4 a HClO4, není známa ve zcela nesolvatované formě.
Tato kyselina se nejčastěji používá na přípravu tetrafluoridoboritanových solí. Je žíravá a poškozuje kůži. Je dostupná jako roztok ve vodě nebo jiném rozpouštědle, jako je diethylether. Jedná se o silnou kyselinu se slabě koordinující neoxidující konjugovanou zásadou, strukturně podobnou kyselině chloristé.

## Struktura a výroba
Čistou HBF4 nelze připravit, protože by u ní došlo k odštěpení fluoridové skupiny protonem za vzniku fluorovodíku a fluoridu boritého
[H+][BF4–] → HF + BF3 (Podobný rozklad se objevuje u superkyselin HPF6 a HSbF6).
Roztok BF3 v HF je silně kyselý, při struktuře odpovídající vzorci [H2F+][BF4–] má Hammetovu funkci přibližně –16,6 při 7 molárních procentech BF3, čímž splňuje definici superkyseliny.
I když nebyla nikdy získána čistá HBF4, tak byly popsány roztoky, ve kterých se nachází v solvatované formě. V těchto roztocích se nacházejí kationty tvořené protonovanými molekulami rozpouštědla, například H3O+ a H5O +
2 , a anionty BF -
4 . Anionty a kationty na sebe působí silnými vodíkovými vazbami.

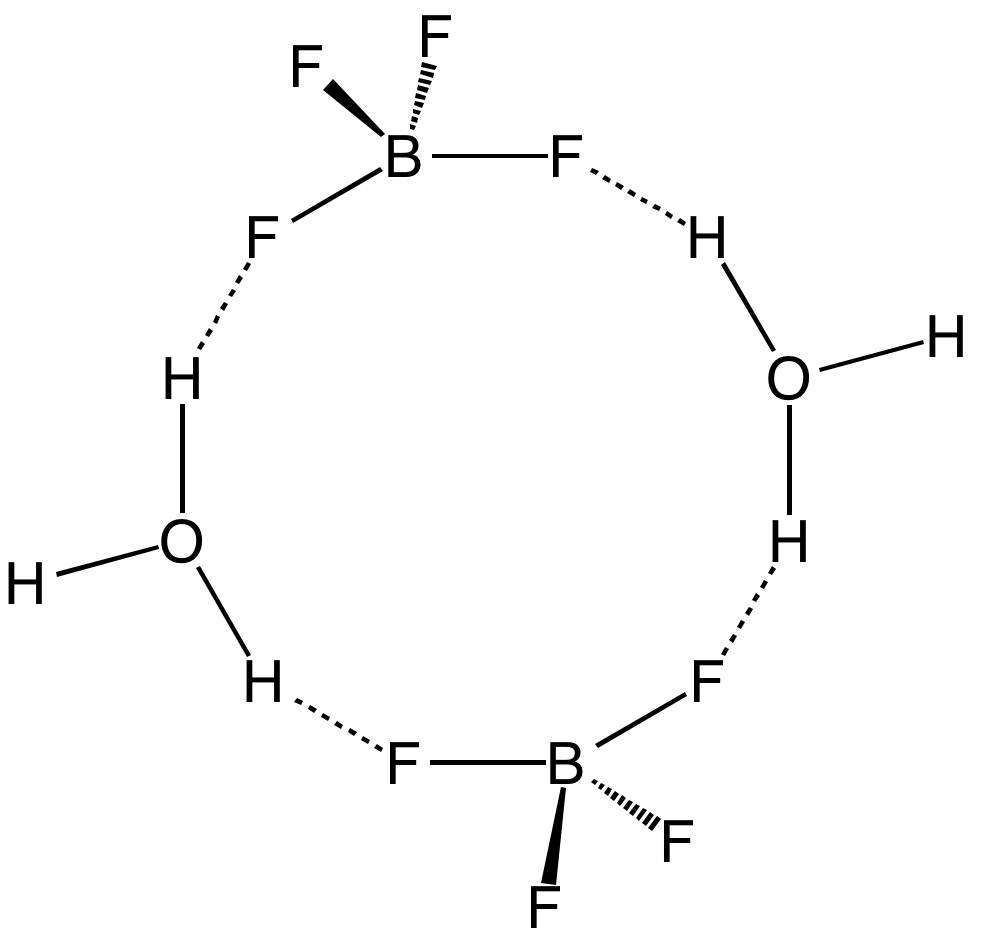
Podjednotka krystalové struktury H_{3}OBF_{4} se zvýrazněním vodíkových vazeb mezi kationtem a aniontem

Vodné roztoky HBF4 se připravují rozpouštěním kyseliny borité ve vodných roztocích kyseliny fluorovodíkové; přitom tři ekvivalenty HF reagují za vzniku fluoridu boritého, který se následně slučuje se čtvrtým ekvivalentem za vzniku tetrafluoroboritanového kationtu.
B(OH)3 + 4 HF → H3O+ + BF −
4  + 2 H2O
Bezvodé roztoky se připravují z vodných roztoků a acetanhydridu.

## Kyselost
Určení kyselosti kyseliny tetrafluoridoborité je komplikováno skutečností, že kyselina vytváří různé struktury – H(OEt2)+BF −
4 , H3O+BF −
4  a HF.BF3, přičemž kyselost každé z nich je jiná. Hodnota pKa ve vodném roztoku je −0.44. Titrací roztoku NBu +
4 BF −
4  v acetonitrilu vychází pKa 1,6; kyselina tetrafluoridoboritá je tedy podobně silná jako kyselina fluorsírová.

## Použití
Kyselina tetrafluoridoboritá se používá na přípravu tetrafluoridoboritanů, obvykle reakcemi s oxidy kovů. Vzniklé soli slouží jako meziprodukty při výrobě zpomalovačů hoření a při elektrolytické výrobě boru.

### Organická chemie
HBF4 slouží jako katalyzátor alkylačních a polymerizačních reakcí. Roztok kyseliny tetrafluoridoborité v diethyletheru se používá ke katalýze transacetalací a isopropylidenací při navazování chránicích skupin na sacharidy. Acetalové i některé etherové skupiny lze odstranit acetonitrilem.
Z kyseliny borité lze připravit řadu reaktivních kationtů, jako jsou tetrafluoridoboritan tropylia (C7H +
7 BF −
4 ), trifenylmethyltetrafluoridoboritan (Ph3C+BF −
4 ), triethyloxoniumtetrafluoridoborát (Et3O+BF −
4 ) a benzendiazoniumtetrafluoridoborát (PHN +
2 BF −
4 ).

### Galvanické pokovování
Roztoky HBF4 se používají při galvanickém pokovování cínu a jeho slitin, kdy lze také použít kyselinu methansulfonovou.

### Související článek
- Kyselina hexafluoridosírová
- Kyselina hexafluoridoantimoničná